# Musca amica
Musca amica är en tvåvingeart som först beskrevs av Carl von Linné 1771.  Musca amica ingår i släktet Musca och familjen borrflugor.
Artens utbredningsområde är Sverige. Inga underarter finns listade i Catalogue of Life.